# Maître du Champion des dames

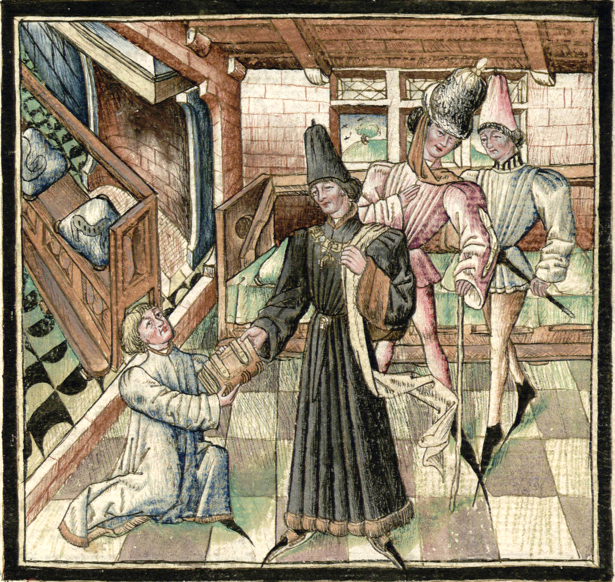
Champion des dames, Grenoble Ms 0352, folio 1r : Présentation du manuscrit.

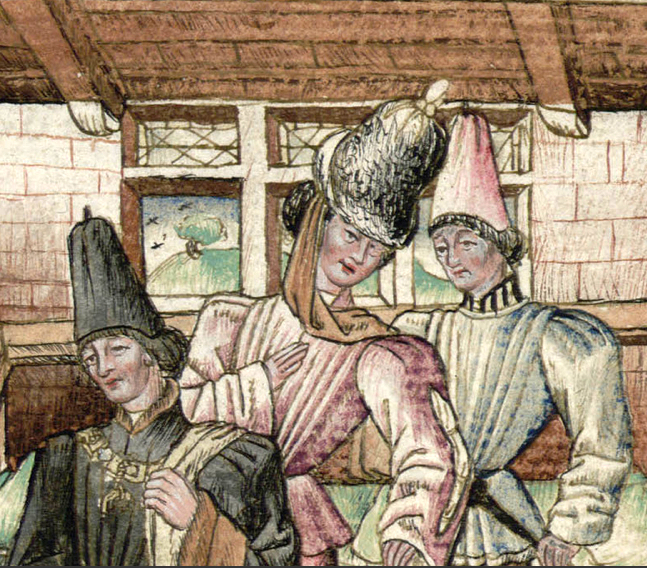
Champion des dames, Grenoble Ms 0352, folio 1r (détail) : Récipiendaires.

Le Maître du Champion des dames est un enlumineur et cartonnier pour tapisseries anonyme du XVe siècle. Il doit son nom de convention au manuscrit qui le révéla : le manuscrit 875 (anciennement 352) de la Bibliothèque municipale de Grenoble, où est copié le Champion des dames de Martin Le Franc. Cet artiste, sur lequel on ne possède aucun renseignement biographique ni  mention dans des documents d'archives, a un style unique qui le singularise par rapport aux enlumineurs de son époque. Son nom lui est donné par Jacques Bacri en 1937.

## Œuvres attribuées
Il a réalisé 183 images reparties en 8 manuscrits, : 
- Champion des dames, ms. 875 (anciennement 352) de la bibliothèque municipale de Grenoble ;

ce manuscrit comporte à lui seul plus de miniatures que la totalité des autres manuscrits connus de l'artiste. Il est composé de 444 folios de 266 × 194 mm, et date de 1460 environ.
- Cas des nobles hommes et femmes, ms. 622 de la bibliothèque municipale de Carpentras (bibliothèque Inguimbertine) ;

ce livre de Boccace, dans une traduction de Laurent de Premierfait de 22 folios, contient cinq miniatures à la gouache de couleur.
- Miroir de la mort, ms. 410 de la bibliothèque municipale de Carpentras (bibliothèque Inguimbertine);
- Histoire de Jason, ms. 119 de la Pierpont Morgan Library à New York ;

ce manuscrit de Raoul Lefèvre est, d'après la notice, enluminé « dans le style du Maître du Champion des dames ». Il comporte 106 folios, écrites sur papier. Il contient douze miniatures en grisaille.
- Histoire de Jason, ms. fr. 12570 de la bibliothèque nationale de France à Paris ;
- Romuleon, ms. 10173-10174 de la bibliothèque royale de Belgique;

les deux manuscrits précédents portent les armes de Jean de Wavrin.
- Recueil des histoires de Troie ms. 3326 de la bibliothèque de l'Arsenal à Paris ;

ce manuscrit, recueil de trois textes sur Troie,  fut la propriété et la commande de Jean V de Créquy. Il ne comporte que deux miniatures en grisaille colorée, dont la seconde relate la rencontre de Troïlus et Brisaida, dans le récit de Boccace.
- Manière de la fondation et augmentation de l'église notre-Dame de Boulogne, ms. 5126 de la bibliothèque de l'Arsenal à Paris ;

ce petit recueil de 25 folios contient 6 miniatures représentant la construction de l'église. Les armes de Jeanne de la Viéville, épouse d' Antoine de Bourgogne figurent dans la bordure inférieure de la page frontispice.  Sur le dernier feuillet figure l’ex-libris de son époux, le Grand Bâtard de Bourgogne (« Nul.ne.si.frote.ob.de.bourg[og]ne ».).
Le Maître illustre principalement des ouvrages sur papier, dont les aquarelles du Champion des dames et du Miroir de la mort. Quatre de ses manuscrits présentent des grisailles, dont le Recueil des histoires de Troie et la Manière de la fondation.
C'est en 1955 que Jean Porcher identifie les huit manuscrits appartenant à la stylistique du Maître du Champion des dames.
Un continuateur du maître a participé à l'enluminure d'un Roman de Perceforest, destiné à Louis de Gruuthuse, en collaboration avec Philippe de Mazerolles, le Maître de la Chronique d'Angleterre et le Maître aux grisailles fleurdelisées, BNF, fr.345-348

## Le cadre de production
Du Maître du Champion des dames on ne sait que peu de choses. D'après Jean Porcher, on peut le localiser dans la région de Lille car c'est le lieu de résidence de l'un de ses principaux commanditaires, Jean de Wavrin. 
Sa formation a probablement eu lieu durant les années 1455 – 1465. Cet enlumineur est associé à ceux de la cour de Bourgogne, mais ce qui le différencie de ses prédécesseurs est son usage particulier de l'aquarelle et la création de cycles iconographiques nouveaux. Cependant, il a pu être formé au sein de l'atelier du Maître de Wavrin, à qui sont attribués cinq manuscrits manuscrits principaux et qui, d'après Jean Porcher, est lui aussi localisé à Lille. Son activité a lieu sans doute entre 1455 et 1465. Toutes les enluminures du Maître de Wavrin sont réalisées sur papier selon la technique du dessin colorié. Les images ont un cadre simple composé uniquement de deux baguettes parallèles tracées à l'encre brune. De plus, autour de la miniature, les marges restent blanches et l'ornementation est limitée aux lettrines. On retrouve ces aspects dans l'œuvre du Maître du Champion des dames. Le Maître de Wavrin peint en lavis rapide sans uniformiser les couleurs et sans se soucier du modelé. De plus, le blanc de réserve sert comme indicateur de lumière, ce que nous pouvons également retrouver chez notre artiste. Tous deux représentent des personnages à la mode de la cour de Bourgogne, de ce fait les costumes restent similaires. Également, tous deux tendent à géométriser leur représentations. 
Les deux Maîtres ont des techniques similaires en ce qui concerne la maîtrise de l'aquarelle, les couleurs, le banc de réserve et la géométrisation des formes. Cependant, en ce qui concerne les codes picturaux, le Maître de Wavrin a un code plus simple que celui du Maître du Champion des dames, qui est plus vaste et plus détaillé. De ce fait, le Maître du Champion des dames n'est pas considéré comme un suiveur du Maître de Wavrin; même s'ils sont tous les deux issus d'un même courant stylistique, ils l'animent avec indépendance et originalité.

## Le style

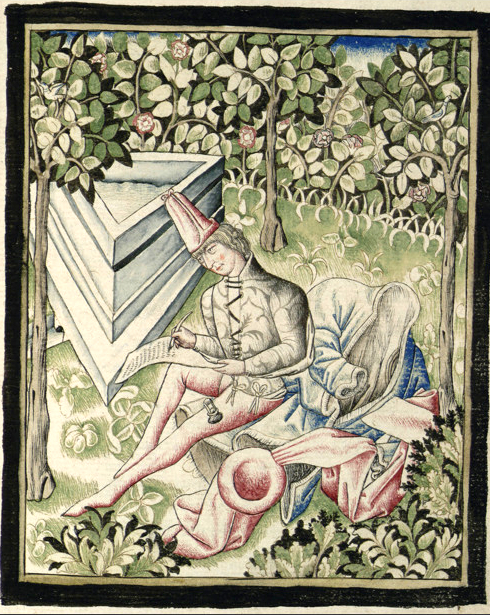
Champion des dames, Grenoble Ms 0352, folio 437v : L'auteur Martin Le Franc.

Le Maître du Champion des dames doit son nom à son œuvre la plus importante, le manuscrit du Champion des dames. Les éléments de style décrits ci-dessous se rapportent principalement à ce manuscrit. Un très net écart s'observe entre les illustrations des quatre-vingt premiers feuillets, au dessin plus fouillé et remplies de personnages animés, et celles du reste du volume, plus dépouillées et aux figures traitées de façon monumentale. L'aquarelle du début s'allège peu à peu pour faire place à un modelé plus économe. 
Le Maître du Champion des dames utilise comme support, au cours de sa production identifiée, trois fois du  parchemin et cinq fois du papier. Dans la seconde partie du XVe siècle, le parchemin et le papier se côtoient. Le papier est moins cher, mais les techniques de peinture sont différentes.    
Il utilise différentes techniques picturales ; ainsi sur les huit manuscrits, deux sont en aquarelle ou « dessin colorié », deux autres historiés à la gouache et enfin quatre en grisaille. 
Il a une préférence pour le papier car il aime travailler à l'aquarelle, procédé impossible sur le parchemin. Le parchemin absorbe l'eau contenue dans l'aquarelle. Le travail sur papier est plus rapide, donc, il y a moins de frais de réalisation, par conséquent un prix plus abordable et de ce fait une plus large diffusion. 
C'est pourquoi la pratique de l'aquarelle représente quatre-vingt-quinze images soit 80 % de sa production. 
Quand le Maître du Champion des dames utilise l'aquarelle il limite le contours des figures par un trait brun tracé à la plume. La couleur indique les zones d'ombre dans sa teinte la plus forte, le blanc désignant la pleine lumière. Entre les deux zones, des teintes diluées font la jonction.
Ces dessins coloriés peuvent être divisés en différents groupes selon l'utilisation ou  non du blanc, c'est-à-dire du blanc de réserve.  L'enlumineur rehausse uniquement ces parties « vides » à l'aide de hachures en couleur. Ainsi, les plis des vêtements, les motifs des étoffes, les motifs géométriques des sols et murs accentuent la matière du volume.  

### La palette

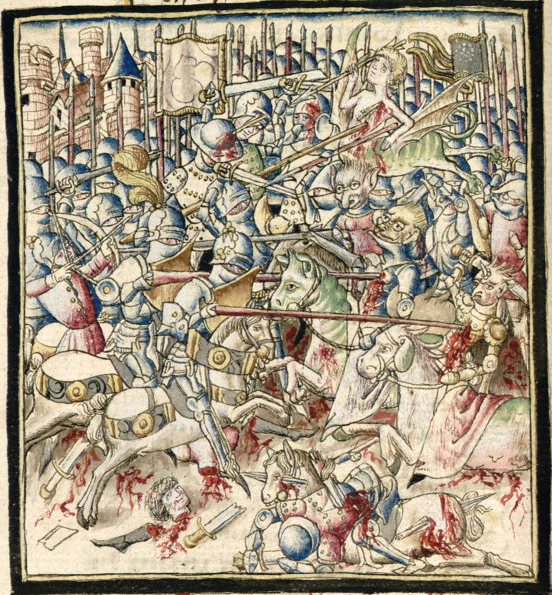
Champion des dames, Grenoble, ms 352, folio 49v : Une bataille.

La palette du Maître du Champion des dames peut être divisée en deux groupes. D'une part, la grisaille où il emploie uniquement du blanc et des dégradés de noir; d'autre part, une palette colorée. Pour lui, le blanc représente la lumière et la couleur l'ombre.  
Cette palette colorée est tout de même limitée. Il utilise principalement le rouge, le rose, le bleu, le vert, le noir et le blanc. Il utilise rarement l'orange, le violet, le brun et le jaune. D'après Pascale Charron, le Maître du Champion des dames utilise sa palette comme un « outil de narration ». En effet, pour cet enlumineur la couleur devient un moyen de créer un sens d'une image à l'autre. L'action se répond au fil des miniatures.

### Les personnages

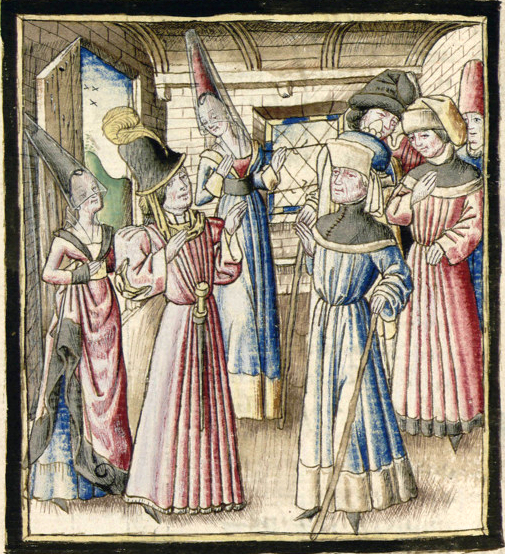
Champion des dames, Grenoble, ms 352, folio 52v : Un groupe de personnages.

Le Maître du Champion des dames fait preuve d'une sensibilité dans le modelé de ses personnages et surtout en ce qui concerne le visage et le costume.
Cet enlumineur a trois façons de traiter les visages. Dans un premier temps, il fait des traits grossièrement rehaussés de rouge pour signifier les paupières, les pommettes et le menton. Mais cette technique tend à évoluer. 
Dans un deuxième temps, il utilise une peinture peu diluée qui donne une impression de fort volume.  
Puis, pour finir, les manuscrits de Carpentras ont tous deux un procédé unique. Dans le ms 410, on s'aperçoit que pour mettre en valeur les visages composés de blanc de réserve, il associe des touches de rose à de fins traits qui soulignent l'œil, le menton et les joues. Ce procédé donne  plus de caractère aux visages. Les personnages ont les yeux cernés et ont une bouche esquissant des expressions moins statiques. Les personnages sont mis en valeur grâce à leurs vêtements rehaussés de plis ou avec d'importants contrastes d'ombre et lumière.  
Cependant, le changement du « codex » pictural ne signifie pas pour autant que plusieurs artistes aient contribué à ce travail. Ainsi, l'artiste élabore une nouvelle technique et qui construit peu à peu au fil des images.  
De plus, d'après la technique employée dans le manuscrit de Grenoble on peut déduire qu'il expérimente le travail de l'aquarelle avec un aplat d'une couleur épaisse. Peu à peu il allège son travail avec l'abandon de la peinture blanche au profit du blanc de réserve, où toutes les parties non « coloriées » sont le blanc du papier. Le Maître du Champion des dames affine l'aplat de couleur ce qui produit un effet de souplesse dans les visages et les costumes avec la technique du fondu. 
Le Maître du Champion des dames a également un goût prononcé pour le fort contraste. Ce goût pour les fortes oppositions doit certainement venir de son travail de la grisaille où le blanc se heurte au noir.      

#### Les femmes
Elles sont toutes représentées de trois-quarts et elles ont toutes une silhouette similaire.  
Elles ont toutes un visage ovale avec un haut front, un petit menton et un long cou gracile. Elles ont de fins sourcils arqués. Les yeux sont noirs avec une paupière tombante. La ligne arrondie de la mâchoire rejoint le tracé de l'oreille placée en dessous de la coiffe. Elles ont une petite bouche figurée par un trait noir, soulignée de rouge et la lèvre inférieure  réduite au minimum, à une tache rose.  
Elles ont un buste droit, une taille fine et des hanches rondes. Cette représentation est en usage à la fin du XVe siècle à la cour de Bourgogne.  Les mouvements féminins sont uniquement créés par des torsions de la taille. Mais, le plus souvent, elles sont statiques. Comme les représentations alitées, elles participent à l'action avec réserve. 
La tête des femmes n'est quasiment jamais nue, elles sont souvent coiffées d'un attribut tel qu'un voile ou encore d'une coiffe, voire un hennin. Les cheveux détachés signifient sans doute la jeunesse. 

#### Les hommes

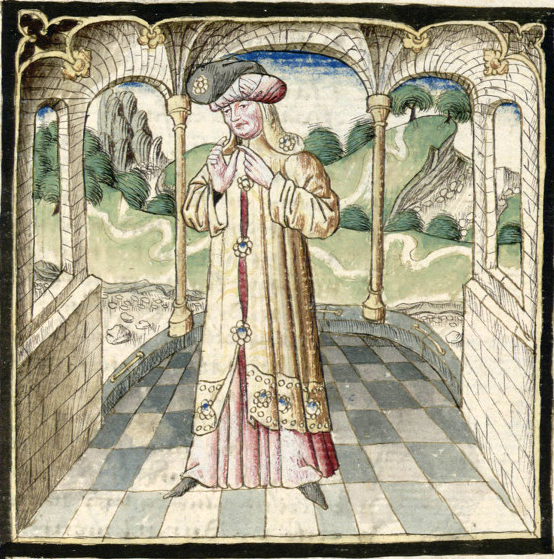
Champion des dames, Grenoble, ms 352, folio 55r.

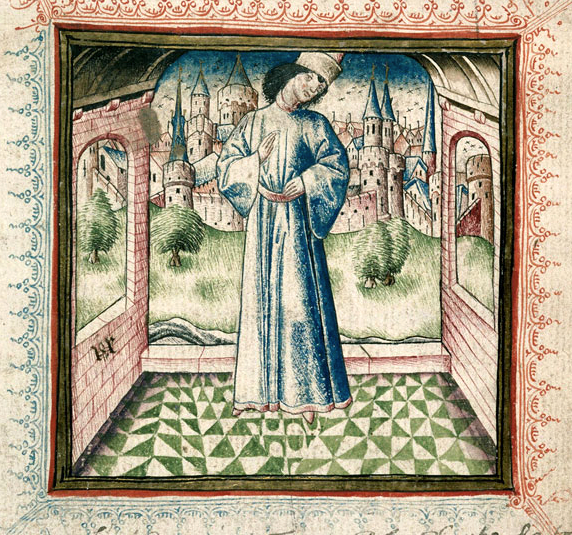
Miroir de la Mort, Carpentras, ms. 410, folio : L'auteur priant pour le salut de tous.

Les hommes sont eux aussi représentés le plus souvent de trois-quarts. Le Maître du Champion des dames donne deux types de visages à ses personnages masculins. Ainsi les personnages nobles ou du moins de bonne naissance ont un visage fin, avec un haut menton, un long nez droit, les yeux assez petits avec des paupières tombantes, une bouche avec de fines lèvres. Leurs joues sont figurées par une ligne verticale de couleur rouge-rose. 
Les rides sont un moyen pour l'enlumineur de marquer la sagesse. Il en va de même pour la barbe. 
Le second type de visage est celui des pauvres gens. Ils ne sont pas coiffés et ont un visage large et très grossier par rapport aux autres visages masculins. Voilà encore un contraste qu'affectionne cet enlumineur. 
Les personnages sont une représentation des canons de beauté du XVe siècle. Les hommes avec de longues jambes, une taille fine et de larges épaules. Les personnages masculins de bonne naissance sont toujours coiffés, du haut chapel ou d'un « capuchon ". 
Les hommes ont des postures et une gestuelle diversifiées. Voilà encore un contraste, après celui de la couleur : l'opposition entre la réserve des femmes et l'action des hommes. Cela est d'autant plus marquant que dans le manuscrit de Carpentras la majorité des personnages sont des hommes. 
Dans la majorité de l'œuvre du Maître du Champion des dames, les hommes sont généralement représentés en posture de marche avec les jambes fortement écartées et sur les pointes. Les bras sont le plus souvent repliés sur la poitrine. La posture des personnages est souvent la même d'un manuscrit à l'autre. 
Cet enlumineur se distingue aussi par la répétition de certaines postures. Cela laisse supposer qu'il doit exister des modèles ou des poncifs. Ce procédé donne l'impression que les images se répondent sans jamais se répéter. 
Les costumes que portent les hommes sont plus élaborés que ceux des femmes, cela est peut-être un élément qui marque la réserve des femmes dans l'action. Les hommes sont habillés à la mode de la cour de Bourgogne de la seconde moitié du XVe siècle. Deux styles de costume se distinguent : la robe courte et la robe longue. 
La robe courte apparaît en 1340. Au début, le clergé et la royauté la trouvent indécente. Peu à peu le port de cette robe entre dans la coutume. Au XVe siècle, à la cour de Bourgogne, le port des deux robes cohabite. 
Cependant, il y a au sein du code pictural du Maître du Champion des dames une distinction notable entre les deux robes. Ainsi, la robe courte symbolise le courtisan, le damoiseau ou encore l'amant idéal tandis que la robe longue symbolise l'habit de cérémonie, elle est attribuée aux hommes de droits, aux lettrés et également au clergé. C'est pourquoi dans ce manuscrit l'auteur se représente à deux reprises en robe longue et que l'amant qui souffre est en robe courte. Ainsi, le Maitre du Champion des dames veut souligner les différents « rôles » du texte et également leur position sociale.    
De plus, on s'aperçoit que les hommes vêtus d'une robe courte ont un buste étonnement bombé.  L'artiste pousse le détail à vouloir faire figurer les coquetteries vestimentaires de cette époque. Ainsi, afin d'avoir un buste plus développé les hommes enfilent sous leur robe un pourpoint. Et afin d'arrondir les mollets et les cuisses, les hommes portent des chausses qu'ils garnissent le plus souvent d'étoupe de chanvre. 
Les hommes portent le plus fréquemment des poulaines. Il y a une grande diversité des coiffes masculines, car dans le manuscrit il n'y a pas un chapeau qui soit le même. Tous ces chapeaux sont à la mode de la fin du XVe siècle. Le plus commun est un haut bonnet, comme au folio 4, où le sommet peut être parfois froncé et recouvert d'un chapel à bourrelets. Il y a aussi des chaperons qui cachent le cou et tombent sur les épaules ou encore posés sur la tête.

#### Les drapés

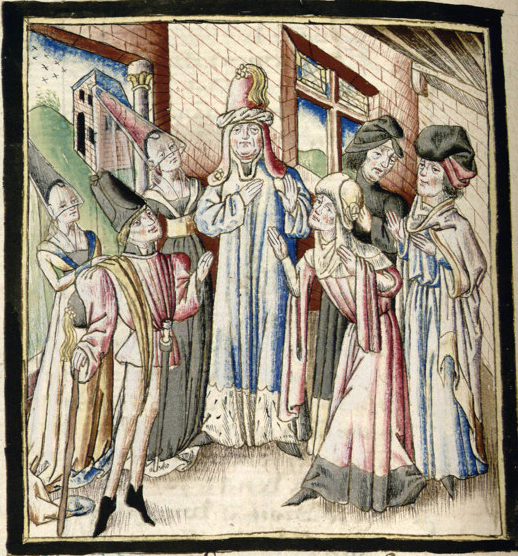
Champion des dames, Grenoble, ms 352, folio 53v.

Le drapé est une composante essentielle des costumes et du décor dans le codex pictural du Maître du Champion des dames. 
Les dames vêtues ont toutes de longues et de lourdes robes. Cet effet de poids est donné par les plis de leur robe. De larges plis verticaux naissent à la taille et tombent en cascade sur le sol.   
Les hommes ont des vêtements plus souples que ceux des femmes mais le système de plis reste le même. 
Elle est marquée par de profonds plis et de larges aplats de couleur qui accrochent la lumière comme si le savoir de l'auteur était  sa robe et qui resplendissait sous la lumière de la morale.    
Le drapé est également présent dans les éléments de décor. Il apparait sur les courtepointes et les lits. Cela donne la sensation que les plis se courbent, se tordent sous un vent imaginaire. Ce procédé dynamise la scène.

### Le paysage

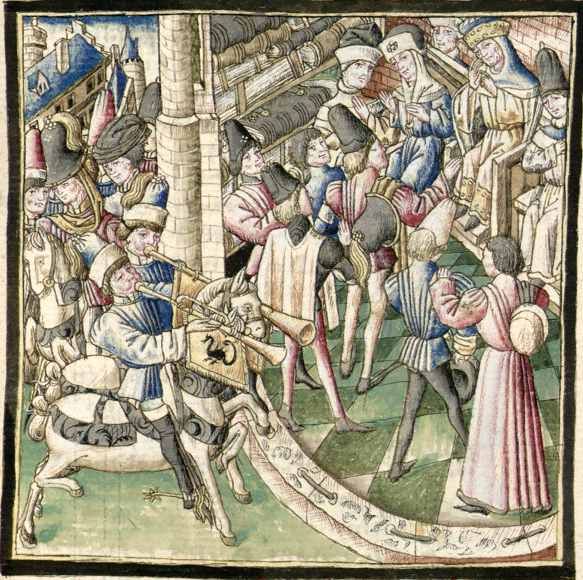
Champion des dames, Grenoble, ms. 352, folio 47r.

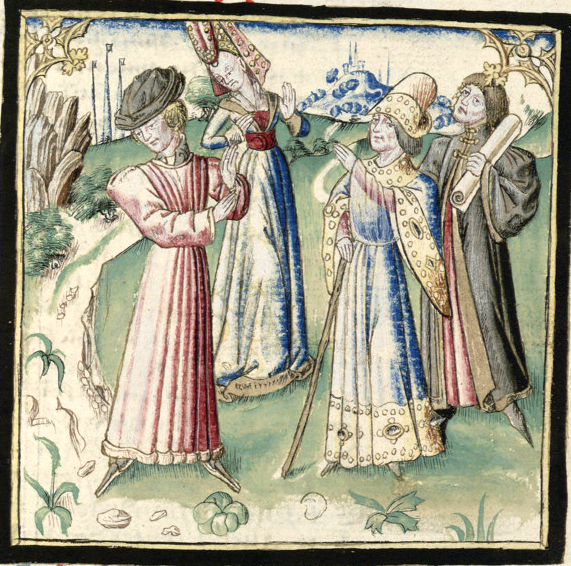
Champion des dames, Grenoble, ms. 352, folio 56_2r.

Le Maître du Champion des dames utilise peu le paysage comme cadre de narration, ainsi sur sa production seulement 80 images sur 243 sont des paysages. Pour la création du paysage le Maître reste assez simple, encore un contraste avec la minutie et la diversité des costumes.
Le plus souvent, le cadre est divisé en deux parties, souvent inégalement. L'image est divisée en deux tiers pour le sol et un tiers pour le ciel. 
Dans les paysages du Maître du Champion des dames le ciel est toujours figuré de la même manière. Le ciel est blanc bordé de bleu dans la partie la plus haute et souvent parsemé d'oiseaux en vol figurés par des séries de petites croix noires. Le bleu du ciel est une couleur très saturée et pas également représenté d'une miniature à l'autre. Sur le blanc et bleu du ciel se détachent à chaque fois des collines, ce qui donne du mouvement au paysage. 
Puis, le sol. Pour le Maître du Champion des dames le sol est figuré par un grand aplat de couleur vert-gris limité par une ligne qui est l'horizon. Sur ce sol quelques collines sont représentées pour donner du mouvement au paysage mais aussi comme moyen de liaison entre le ciel et la terre. Quelques éléments végétaux sont figurés, il y a des fleurs et des buissons; la plupart du temps les végétaux sont figurés par quatre feuilles qui peuvent avoir différentes formes. Les arbres quant à eux ressemblent à des plumeaux, comme au folio 7, mais ils peuvent aussi avoir un tronc noueux dont le sommet s'évase en deux ou trois branches, des rochers mais également des éléments architecturaux. 
Les paysages ont donc un code de représentation très simplifié pour une meilleure lecture. Le sol est vert-gris, c'est le lieu d'action des personnages et le ciel est blanc-bleu. D'après Pascale Charron, c'est la technique de l'aquarelle qui permet cette simplification des paysages. 
Les éléments architecturaux sont représentés avec une grande minutie ce qui contraste avec la simplification du paysage.  Le réalisme dans le paysage s'arrête là, car il représente un univers qui est mal proportionné et dont l'échelle ne s'accorde pas toujours avec le reste des éléments.

### L'intérieur

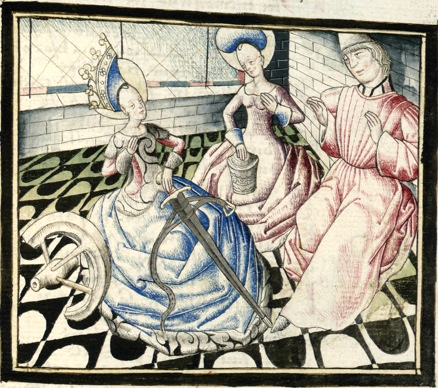
Champion des dames, Grenoble, ms 352, folio 413r : Sainte Catherine, Marie Madeleine et Franc-Vouloir.

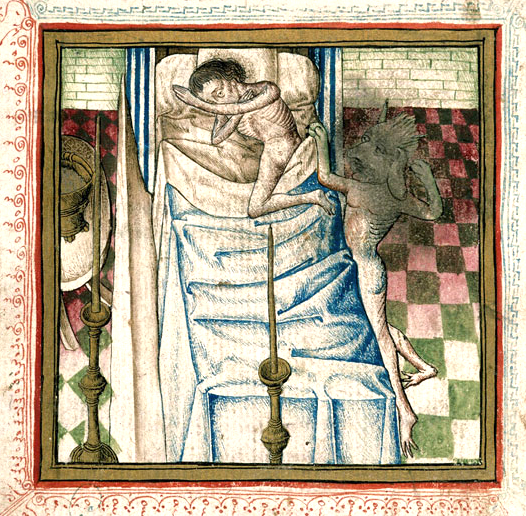
Miroir de la Mort, Carpentras, ms. 410, folio 14v : Diable terrifiant un mourant.

La majorité des actions se déroulent à l'intérieur. Pour le Maître l'action romanesque ne peut être que dans un bâtiment. Le lecteur se situe donc dans la pièce avec les protagonistes grâce à un mur abattu.
Le décor intérieur est composé de longues galeries froides aux murs nus qui donnent une sensation d'oppression et quelques murs ponctués de fenêtres opaques. Les pièces sont assez peu meublées. Le mobilier est caractéristique de la seconde partie du XVe siècle d'après Pascale Charron. 
Les bâtiments se caractérisent aussi par l'anonymat des lieux car on ne peut pas y trouver un élément pour le rapprocher d'un lieu connu. 
Dans les intérieurs l'action se déroule souvent dans un lieu divisé en deux, comme pour le paysage : dans la partie supérieure figurent les murs et les éléments de décorations comme le mobilier et dans la partie inférieure se situe le carrelage qui donne souvent une impression de profondeur grâce à son dallage. 
Quelquefois, l'action se déroule à l'angle des deux murs. Les murs du décor sont nus et froids. 
Les sols du Maître du Champion des dames sont caractérisés par un savant mélange de motifs géométriques. Les sols sont rarement uniformes et composés exclusivement de carreaux. Les carreaux peuvent avoir différentes formes et différentes couleurs. Ils sont agencés selon un rythme binaire en « échiqueté ». Toutes les formes sont construites à partir de lignes droites divisées. Les échiquetés vont du losange au fuselé, ainsi de nombreuses formes complexes sont représentées, comme écartelés en sautoir et  gironnés, des tranches et des taillés, des chapés et des chapés-ployés et des bordures. Les carreaux peuvent être carrés, rectangles et losanges et peuvent former entre eux des motifs géométriques comme des rosaces de triangle.  Au sein d'une même image plusieurs motifs géométriques peuvent être représentés. 
Le sol donne une impression de chaos par la diversité des motifs et également d'ordre par le rythme binaire. Mais, il donne aussi une idée de profondeur grâce aux diagonales qui se croisent.  
Le sol sert aussi à créer un effet visuel. En effet, il est composé d'un réseau de lignes convergentes perpendiculaires au plan de l'image qui ont pour fonction de « creuser » la surface picturale en repoussant ses limites visuelles. 
Les pavements aux motifs divers permettent à l'enlumineur de mettre en place une surface polychrome qui s'organise autour de ligne évoquant un quadrillage. Ce réseau de lignes qui pousse la ligne de fond vers le haut de l'image, cela donne une vision en perspective. 
Quand, le sol occupe une surface importante, le positionnement des lignes de fuites se complique car l'artiste ne les fait pas converger vers un seul et même point de fuite. Cela donne à l'image une dynamique où plusieurs actions se déroulent en même temps. 
De plus, bien souvent dans les images l'artiste ne conçoit pas sa représentation comme une globalité mais comme plusieurs éléments assemblés les uns aux autres.

### La géométrisation

Carrelages dans le Champion des dames de Grenoble ms 352
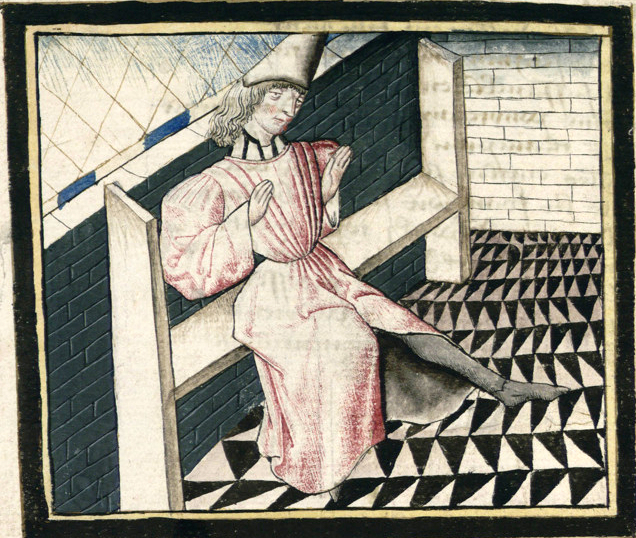
Folio 339v.
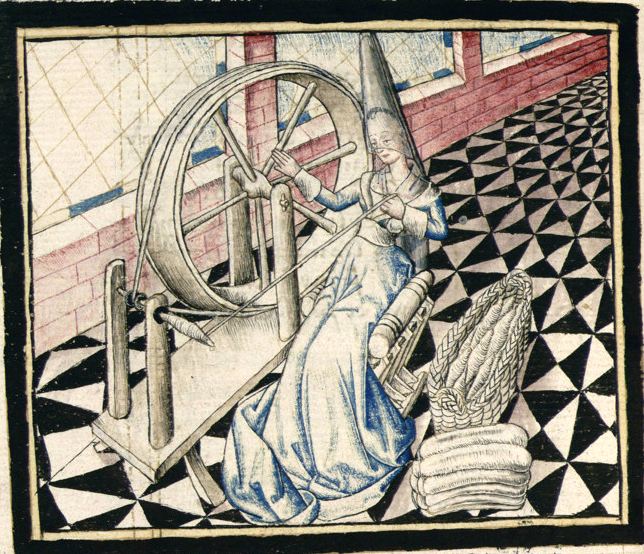
Folio 341v.
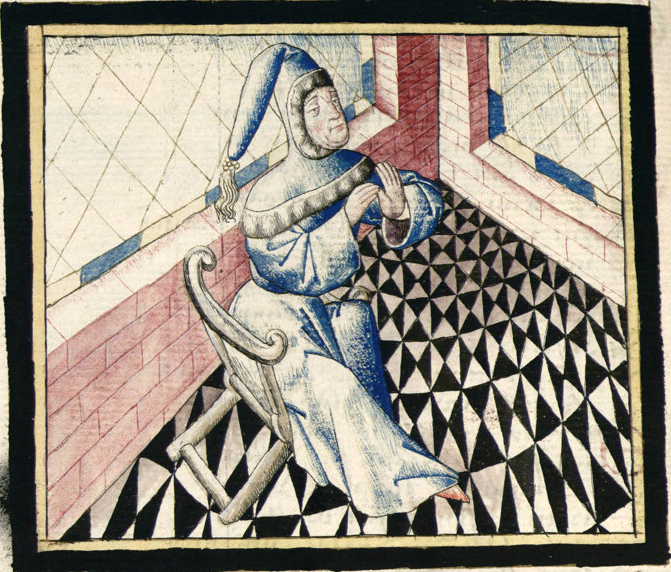
Folio 345v.
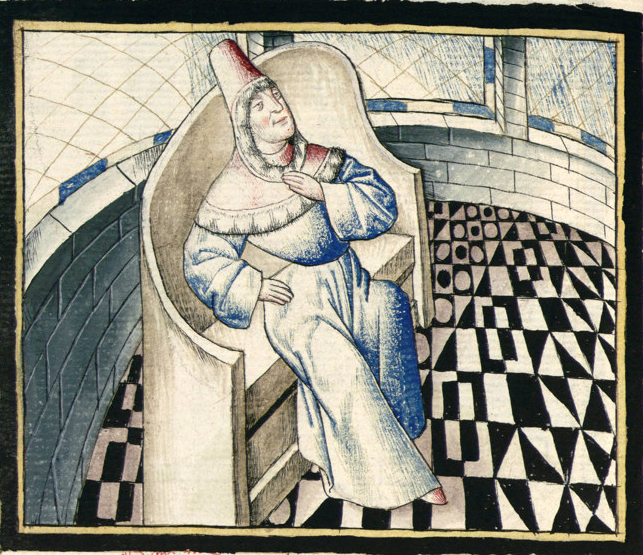
Folio 350v.
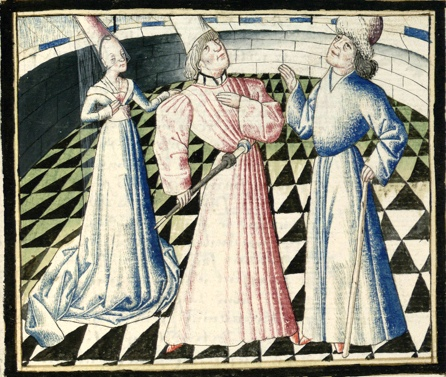
Folio 382r.

La géométrisation des formes donne un rythme pictural à l'œuvre, d'une image à l'autre les figures se font écho. Les figures, à cause de leur posture, introduisent dans les images des lignes géométriques qui donnent à la représentation un mouvement. Comme par exemple, la position des jambes des personnages qui dessinent une succession de triangles aigus. Ou encore la position des bras en V. Le sol est la partie la plus géométrique de l'œuvre car il est composé essentiellement de carrés, de triangles, etc.
La géométrisation des formes sert à dynamiser les représentations ce qui est une caractéristique du style du Maitre du Champion des dames.